# Mimostedes fuscosignatus
Mimostedes fuscosignatus är en skalbaggsart som beskrevs av Stefan von Breuning 1956. Mimostedes fuscosignatus ingår i släktet Mimostedes och familjen långhorningar. Inga underarter finns listade i Catalogue of Life.